# Svinčev(II) sulfat
Svinčev(II) sulfat je bela trdna mikrokristalinična spojina s kemijsko formulo PbSO4. V naravi se pojavlja kot mineral anglezit. 

## Pridobivanje
Svinčev(II) sulfat  se pridobiva z raztapljanjem svinčevega(II) oksida, hidroksida ali karbonata v topli žveplovi kislini ali obdelavo topnih svinčevih soli z žveplovo kislino. Pridobi se lahko tudi z mešanjem raztopin svinčevega(II) nitrata in natrijevega sulfata:
Pb(NO3)2 + Na2SO4 → PbSO4↓ + 2 NaNO3

## Toksičnost
Zastrupitve s svinčevim sulfatom lahko povzroči njegovo vdihavanje, zaužitje ali stik s kožo. Kumulativna zastrupitev, ki nastane s ponavljajočo se izpostavljenostjo, lahko povzroči anemijo, poškodbe ledvic, vida in osrednjega živčnega sistema (predvsem pro otrocih). Spojina je tudi jedka in pri stiku z očmi povzroči  močno draženje ali opekline. Tipična  najvišja dovoljena koncentracija je 0,15 mg/m3.

## Mineral
PbSO4 se v naravi pojavlja kot mineral anglezit, ki je oksidacijski produkt primarne svinčeve sulfidne rude galenita (PbS).

## Svinčevi bazični in hidrogensulfati
Znanih je več bazičnih svinčevih sulfatov: PbSO4•PbO, PbSO4•2PbO, PbSO4•3PbO in  PbSO4•4PbO. Uporabljajo se za pripravo negativne paste za svinčeve akumulatorje. Soroden mineral je leadhillit (2PbCO3•PbSO4•Pb(OH)2).
Svinčev sulfat se v zelo koncentrirani žveplovi kislini (>80%) pretvori v hidrogensulfat  Pb(HSO4)2.

## Kemijske lastnosti
Svinčev(II) sulfat je topen v koncentrirani HNO3, HCl in H2SO4 in tvori kisle soli ali kompleksne spojine. S koncentriranimi alkalijami tvori topne tetrahidroksidoplumbatne(II) [Pb(OH)4]2− komplekse:
PbSO4(s) + H2SO4(l) ⇌ Pb(HSO4)2(aq)
PbSO4(s) + 4NaOH(aq) → Na2[Pb(OH)4](aq) + Na2SO4(aq)
Pri segrevanju pri temperaturah nad 1000 °C razpade:
PbSO4(s) → PbO(s) + SO3(g)